# 福岡本拠地時代のライオンズ主催試合の地方球場一覧
福岡本拠地時代のライオンズ主催試合の地方球場一覧では福岡県に本拠地を置いていた時のライオンズ（西鉄クリッパース、西鉄ライオンズ、太平洋クラブライオンズ、クラウンライターライオンズ）のホームスタジアムの平和台球場以外で公式戦を主催した野球場を列記する（フランチャイズ制度が導入された1952年から）（平和台本拠地最終年度の1978年まで）。
なお、所沢に本拠地を移転した1979年以降は、埼玉西武ライオンズ主催試合の地方球場一覧を参照。

## 福岡県（保護地域）
- 春日原球場（1950-1953）（本拠地、1950）
- 香椎球場（1950）
- 小倉豊楽園球場（1950-1957）
- 桃園球場（1950）
- 門司市営老松球場（1950）
- 飯塚球場（1950）
- 久留米ブリヂストン球場（1950-1953、1958-1959）
- 大牟田三川鑛球場（1950）
- 八幡大谷球場（1951-1952、1955）
- 大牟田市延命球場 （1951-1953、1958-1959）
- 小倉球場（準本拠地、1958-1978）

## 東北

### 青森県
- 弘前市営球場（1951）

## 関東

### 東京都
- 上井草球場（1950）
- 後楽園球場（1950-1951、1956、1973）
- 駒澤野球場（1956）

## 中部

### 石川県
- 石川県営兼六園野球場（1951）

### 愛知県
- 大須球場（1951）

### 三重県
- 四日市グラウンド（1951）

## 関西

### 大阪府
- 大阪スタヂアム（大阪球場）（1950-1951、1968）
- 藤井寺球場（1951）
- 日本生命球場（1964）

### 兵庫県
- 阪急西宮スタジアム（阪急西宮球場）（1950ー1951、1953）

## 中国

### 島根県
- 松江市営球場（1950）

### 岡山県
- 倉敷市営球場（1950、1952）
- 岡山県野球場（1952）

### 広島県
- 広島総合球場（1950-1951）
- 呉市二河野球場（1952）

## 四国

### 徳島県
- 徳島西の丸運動場（1953）

### 香川県
- 高松市立中央球場（1952-1953）
- 丸亀市立城内球場（1952）

### 愛媛県
- 松山市営球場（1978）

## 九州・山口

### 山口県
- 下関市営球場（1950）
- 宇部市営恩田野球場（1950、1954）
- 防府市設野球場（1950）
- 徳山市営毛利球場（1950-1951、1955）

### 佐賀県
- 祐徳国際グラウンド（1952）
- 杵島炭坑グラウンド（1952-1953）

### 長崎県
- 島原市営球場（1952）：福岡本拠地時代の島原キャンプメイン球場でもあった。

### 熊本県
- 熊本市水前寺野球場（1951）
- 熊本県営藤崎台球場（現：リブワーク藤崎台球場）（1972-1977）

### 大分県
- 大分県立春日浦野球場（1950、1959）
- 別府市営球場（1950、1953）
- 中津市営球場（1950）

### 鹿児島県
- 鴨池市民球場（1950）
- 鹿児島県立鴨池野球場（現：平和リース球場）（1978）

## 海外
- 那覇奥武山球場（1961　当時、沖縄はアメリカ占領下）

## 参考事項
- 九州時代のライオンズは平和台球場がメイン球場ではあったが西鉄末期の1965年から1972年は小倉球場でも毎年20試合以上開催されていた。特に1965年は平和台と小倉の開催数は35試合ずつと同数であった。
  - このような事例は2006年のオリックス・バファローズでも発生している。（この年は専用球場であるスカイマークスタジアムと大阪ドームでホームゲーム68試合を34試合ずつに分けて開催していた。詳述はオリックス・バファローズ主催試合の地方球場一覧参照）
  - 野球協約の上では、専用球場では公式戦主管試合の半数以上を開催することが義務付けられている。
- 小倉で開幕戦を行う年もあった。1958年は特に平和台の施設改善工事（スタンド増築その他）が開幕までに間に合わなかったので、開幕シリーズをこの年新設された小倉球場（現-北九州市民球場）で行った。
- 西鉄ライオンズの前身の一つである西日本パイレーツ（1950年の1年間、セントラル・リーグに存在。1951年より西鉄クリッパーズと合併してライオンズになった）は、佐賀県の祐徳国際グラウンドで主催試合を行った記録が残っている[1]。また日程調整の関係で、本来は福岡で50-60試合程度行うとしていたが、実際に行われたのは平和台での4試合を含む7試合にとどまり[2]、6月4日に行われた大洋ホエールズ主管扱いの試合を最後に、74泊75日で福岡を離れる日程が組み込まれ[3]、さらに10月11日の中日ドラゴンズ戦で一旦福岡・平和台に戻る予定だったが、雨天中止となり、結果的に閉幕まで福岡県内で試合を行うことは1試合もなかった。
- 1973年の後楽園での主催試合は日程消化の都合上、ダブルヘッダー第1試合を本来のホームチームである日拓主催で行い、第2試合を太平洋主催で行ったものである。また1956年度の後楽園での主管試合は、リーグ優勝決定した場合はすぐに日本シリーズが同球場（読売ジャイアンツ主管）で開幕する日程が決まっており、その移動日程の関係もあった（その試合で西鉄の優勝が確定）
- 九州を本拠地とする球団であったので九州各県（アメリカ占領下の沖縄県を含む）で主催試合を行ったが、宮崎県では主催試合を1度も行っていない。なお、現行の福岡県を本拠とする福岡ソフトバンクホークスは沖縄県・佐賀県ではいまだ主管試合をしていないが、ライオンズ主管の沖縄での試合では2019年・2022年の対戦相手（ビジター）として登場している。